# گندابه (چگنی)
گندابه یک روستا در ایران است که در دهستان دوره واقع شده‌است. گندابه ۵۸۱ نفر جمعیت دارد.